# Jandżmaagijn Dordż
Jandżmaagijn Dordż (mong. Янжмаагийн Дорж; ur. 17 czerwca 1954 w somonie Santmargac) – mongolski judoka i sambista. Olimpijczyk z Moskwy 1980, gdzie zajął jedenaste miejsce w wadze ekstralekkiej.
Wicemistrz świata w sambo w 1975 i 1979 roku.

## Letnie Igrzyska Olimpijskie 1980
| Konkurencja | Eliminacje             | Eliminacje            | Klas. końcowa |
| Konkurencja | Przeciwnik I           | Przeciwnik II         | Miejsce       |
| ----------- | ---------------------- | --------------------- | ------------- |
| 60 kg       | Reinhard Arndt (GDR) Z | Arambij Jemiż (URS) P | 11.           |